# 翁古卡文島
69°1′S 39°27′E / 69.017°S 39.450°E
翁古卡文島，是南極洲的島嶼，位於哈拉爾王子海岸，處於翁古爾島以西的呂佐夫-霍爾姆灣，根據挪威製圖師拍攝的空中照片繪入地圖，現時由南極條約體系管理。